# Benemerita Università autonoma di Puebla
La Benemérita Universidad Autónoma de Puebla, nota con l'acronimo BUAP, è un'università messicana con sede a Puebla, capoluogo dell'omonimo stato.
Fondata da gesuiti spagnoli il 14 aprile 1578 con il nome di Colegio del Espíritu Santo, divenne un collegio pubblico nel 1825, dopo l'indipendenza del Messico (1821), e un ateneo pubblico nel 1937. Appartiene alle 150 scuole e istituzioni internazionali che partecipano al progetto ALICE, lanciato dal CERN.

## Storia
L'università fu fondata come Colegio del Espíritu Santo nel 1578 dai gesuiti e rimase attiva fino al 1767, anno dell'espulsione dell'ordine religioso dallo stato. Divenne dunque Real Colegio Carolino nel 1790, dopo un periodo in cui gli edifici furono utilizzati per vari scopi, incluso quello militare. Nel 1820, quando i gesuiti ritornarono in Messico, ripresero le redini del collegio, ridenominandolo Colegio del Espíritu Santo, de San Gerónimo y San Ignacio de La Compañía de Jesús, divenuto, con l'indipendenza del Messico del 1821, Imperial Colegio de San Ignacio, San Gerónimo y Espíritu Santo. Nel 1825 si svincolò dal controllo delle autorità ecclesiastiche e passò sotto il controllo statale con il nome di Colegio del Estado, anche se i suoi rettori continuarono a essere dei sacerdoti.
Il 4 aprile 1939 il collegio fu elevato ad ateneo, con il nome di Universidad de Puebla, ma solo vent'anni dopo guadagnò l'autonomia rispetto al controllo governativo, divenendo Universidad Autónoma de Puebla, con una legge approvata il 23 novembre 1956. Nel 1987 fu ridenominata Benemérita Universidad Autónoma de Puebla.

## Sport
L'ateneo possiede una propria squadra di calcio, i Lobos BUAP, abbreviazione di Club de Fútbol Lobos de la Benemérita Universidad Autónoma de Puebla. 

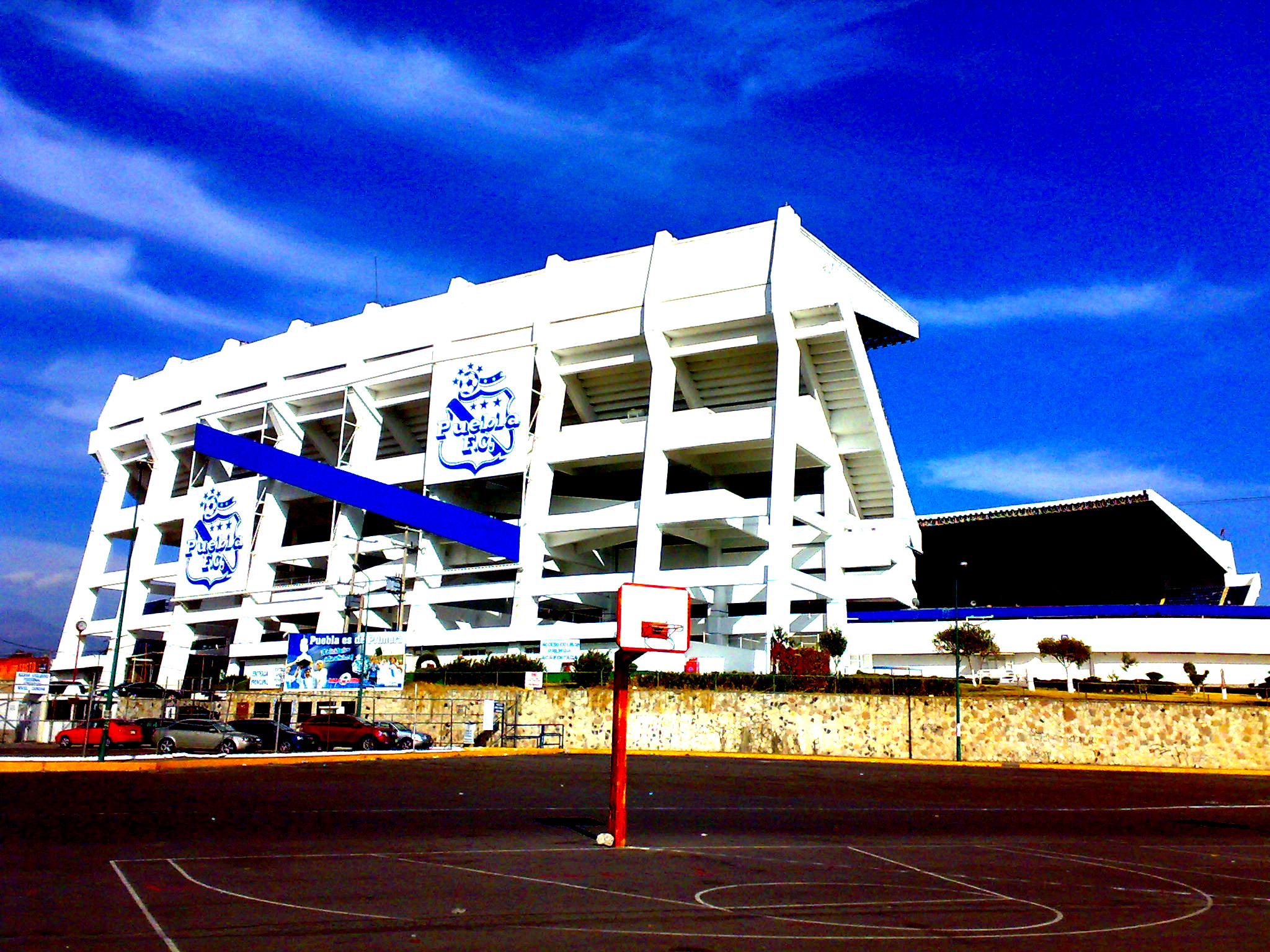
Lo Stadio Cuauhtémoc.

## Galleria d'immagini

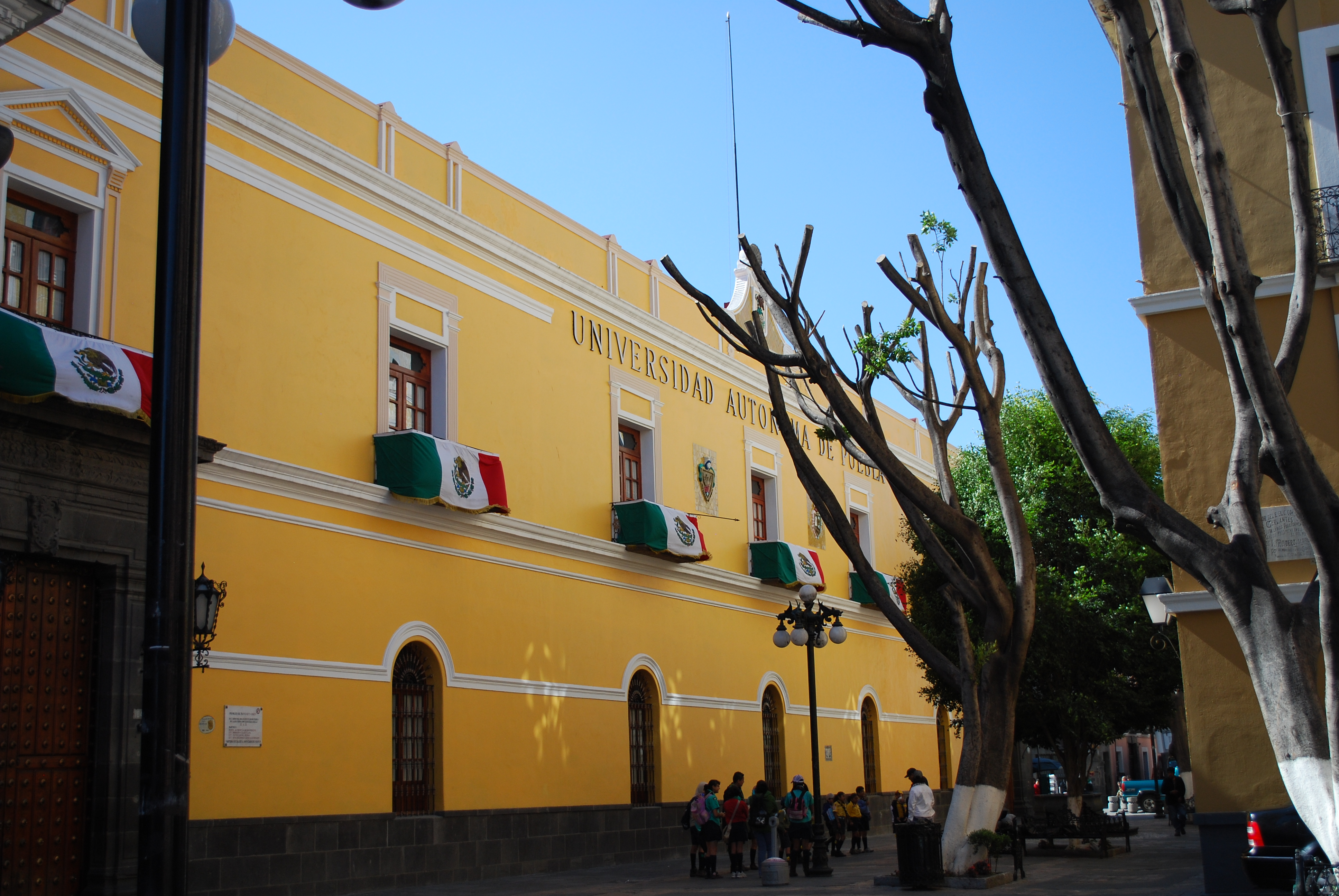
Sede dell'università nel centro storico di Puebla.
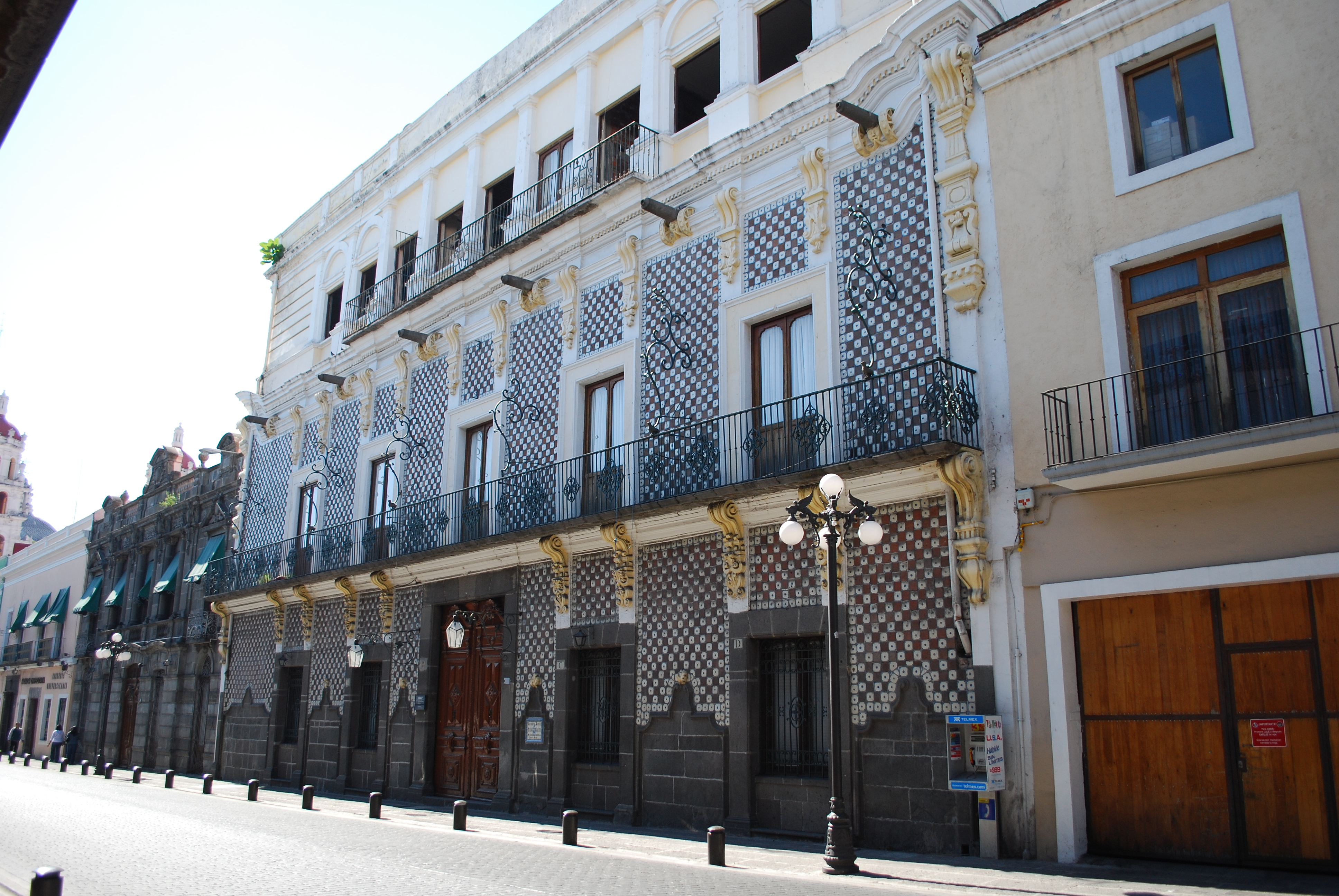
Biblioteca storica della BUAP.
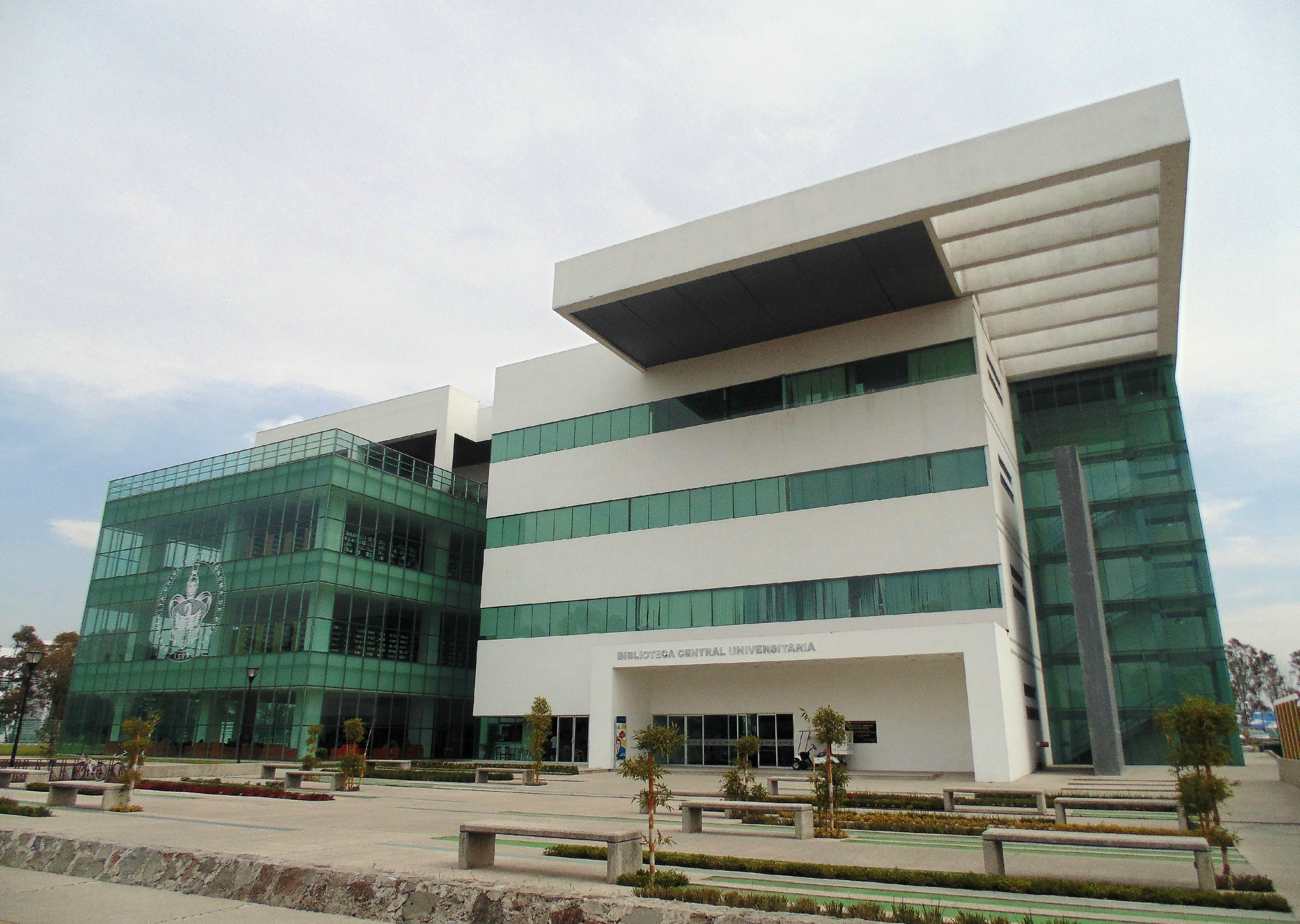
Biblioteca centrale della BUAP.